# Wayfaring Stranger
Wayfaring Stranger (Nederlands: reizende vreemdeling), ook bekend als "Poor Wayfaring Stranger", "I Am a Poor Wayfaring Stranger" of "Wayfaring Pilgrim" is een Amerikaans folk- en gospellied dat waarschijnlijk zijn oorsprong vindt in het begin van de 19e eeuw over een klagende ziel op reis door het leven. Zoals bij de meeste volksliedjes bestaan er veel variaties op de tekst en zijn er in de loop van de tijd veel versies van dit lied gepubliceerd.
Volgens het boek The Makers of the Sacred Harp, door David Warren Steel en Richard H. Hulan, werden de teksten in 1858 gepubliceerd in Joseph Bevers "Christian Songster", een verzameling populaire hymnes en geestelijke liederen uit die tijd.
De melodie werd gecomponeerd door Johann Georg Ebeling en de teksten werden in 1666 in Duitsland door Paul Gerhardt geschreven als "Ich bin ein Gast auf Erden, Und hab' hier keinen Stand". Het lied is gebaseerd op Psalm 39:12 en Psalm 119:19. Zowel de tekst als de melodie liggen dicht bij de moderne Engelse versie. Jane Borthwick vertaalde het in 1858 als "A Pilgrim and a stranger, I journey here below" en Miss Winkworth in 1863 als "A pilgrim here I wander, On earth have no abode".
Tijdens en enkele jaren na de Amerikaanse Burgeroorlog stonden de teksten bekend als de Libby Prison Hymn. Dit kwam doordat de woorden waren geschreven door een stervende Union-soldaat die was opgesloten in de Libby Prison, een pakhuis dat was omgebouwd tot een beruchte gevangenis in Richmond in Virginia, bekend om zijn ongunstige omstandigheden en hoge sterftecijfer. Men geloofde dat de stervende soldaat het lied had geschreven om een gehandicapte soldaat te troosten.
Folkzanger Burt Ives noemde in 1940 Ives zijn eigen radioprogramma met traditionele volksliedjes "The Wayfaring Stranger", en gebruikte het later ook als titel van zijn autobiografie.

## Gebruik in speelfilms
Wayfaring Stranger werd gebruikt in de Amerikaans-Britse oorlogsfilm 1917 uitgebracht in 2019 onder regie van Sam Mendes, waar Jos Slovick het nummer als een eenzame soldaat in de bossen het nummer zingt over zijn verlangen naar huis.
Een andere film waarin "Wayfaring Stranger" gebruikt werd is The Broken Circle Breakdown, een Belgische speelfilm van Felix Van Groeningen uit 2012 met Veerle Baetens en Johan Heldenbergh zowel als acteur als zanger in de hoofdrol. De Franse titel "Alabama Monroe", verwijst naar Bill Monroe, die een bluegrass-versie van het nummer had.
In Cold Mountain,  een Amerikaanse oorlogsfilm uit 2003 van regisseur Anthony Minghella, zingt Jack White het nummer in zijn rol van Georgia. Het nummer werd ook opgenomen in de soundtrack van de film.

## Overige covers
- Paul Robeson zong dit nummer tijdens zijn concerten in 1945 en 1947. Robeson, zoon van een slaaf, zong in een stijl die doet denken aan de "negerspirituals" van de 19e eeuw. De opname is samen met vele andere spirituals opgenomen in de "Power and the Glory"-collectie.
- Jo Stafford nam het nummer op voor haar album American Folk Songs uit 1950.
- Emmylou Harris coverde het nummer op haar album Roses in the Snow uit 1980. Haar versie piekte op nummer 7 in de Billboard Hot Country Singles-hitlijst. Het bereikte nummer 1 op de RPM Country Tracks-hitlijst in Canada.
- Johnny Cash bracht het nummer uit als onderdeel van zijn album American III: Solitary Man.
- 16 Horsepower nam in 2000 een coverversie op, die staat op het album Secret South.
- Natalie Merchant nam een versie op op haar album The House Carpenter's Daughter uit 2003.
- In 2015 bracht het Noorse bluegrass-ensemble Hayde Bluegrass Orchestra, geïnspireerd door de muziek van de film The Broken Circle Breakdown, een cover van het nummer uit op YouTube, dat meer dan vijf miljoen keer bekeken werd. Een video op YouTube van Hayde Bluegrass Orchestra die The Wayfaring Stranger uitvoert tijdens hun latere live optreden in John Dee in 2018 zou nog eens 1,8 miljoen keer worden bekeken.
- Voor de soundtrack van de videogame The Last of Us Part II uit 2020 zongen acteurs Ashley Johnson en Troy Baker, als hun personages Ellie en Joel, het nummer over de aftiteling met aanvullende teksten.
- De Bluegrass-familieband The Petersens bracht in november 2021 een live-optredenopname uit van The Wayfaring Stranger, die meer dan 1,2 miljoen keer bekeken werd op YouTube. Zij namen het nummer op op hun album Live Sessions, deel 4.
- The Longest Johns brachten in 2022 een cover van het nummer uit als onderdeel van hun Smoke & Oakum-album, en brachten een alternatieve opnameversie uit voor hun Made of Ale live-sessies.
- Het Tabernacle Choir at Temple Square nam het nummer op als onderdeel van hun album Peace Like a River in een arrangement geschreven door Mack Wilberg.
- Poor Man's Poison nam het nummer op als onderdeel van hun album Providence.
- Eliza Carthy & Norma Waterson wonnen in 2011 een BBC Radio 2 Folk Award met "Poor Wayfaring Stranger".